# Migrantkirker
 Denne artikel omhandler overvejende eller alene danske forhold. Hjælp gerne med at gøre artiklen mere almen.
Migrantkirker, eller migrantmenigheder, er de ord, der bliver brugt samlet om alle de kirkesamfund i Danmark, der består af, eller er grundlagt af, indvandrere. Traditionelt har det danske kirkelandskab været domineret af folkekirken, og så med nogle mindre kirkesamfund som den katolske kirke, baptistkirken og pinsekirker, men i moderne tid er indvandringen til Danmark vokset markant, og det har også betydet en øget mængde migrantkirker.
I de senere år (fra 2004 og frem) er antallet af migrantkirker imidlertid begyndt at vokse. Fra 2004-2008 voksede antallet af migrantkirker i Danmark fra 145 til 212 kirker. Folkekirkens mellemkirkelige råd og Kirkernes Informationstjeneste vurderer, at cirka 40% af alle indvandrere som kommer til Danmark er kristne, enten med baggrund i mellemøstlige ortodokse kirker, eller i afrikanske pinsekirkelignende kirker.